# Abynotha preussi
Abynotha preussi is een vlinder van de familie van de spinneruilen (Erebidae), van de onderfamilie van de donsvlinders (Lymantriinae). De wetenschappelijke naam van deze soort is voor het eerst voorgesteld als Liparis preussi door Paul Mabille en Paul Vuillot in een publicatie uit 1892.
De soort komt voor in Guinee, Kameroen en Gabon.